# Politique aux Fidji

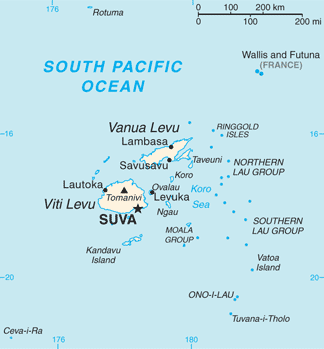
Archipel des Fidji

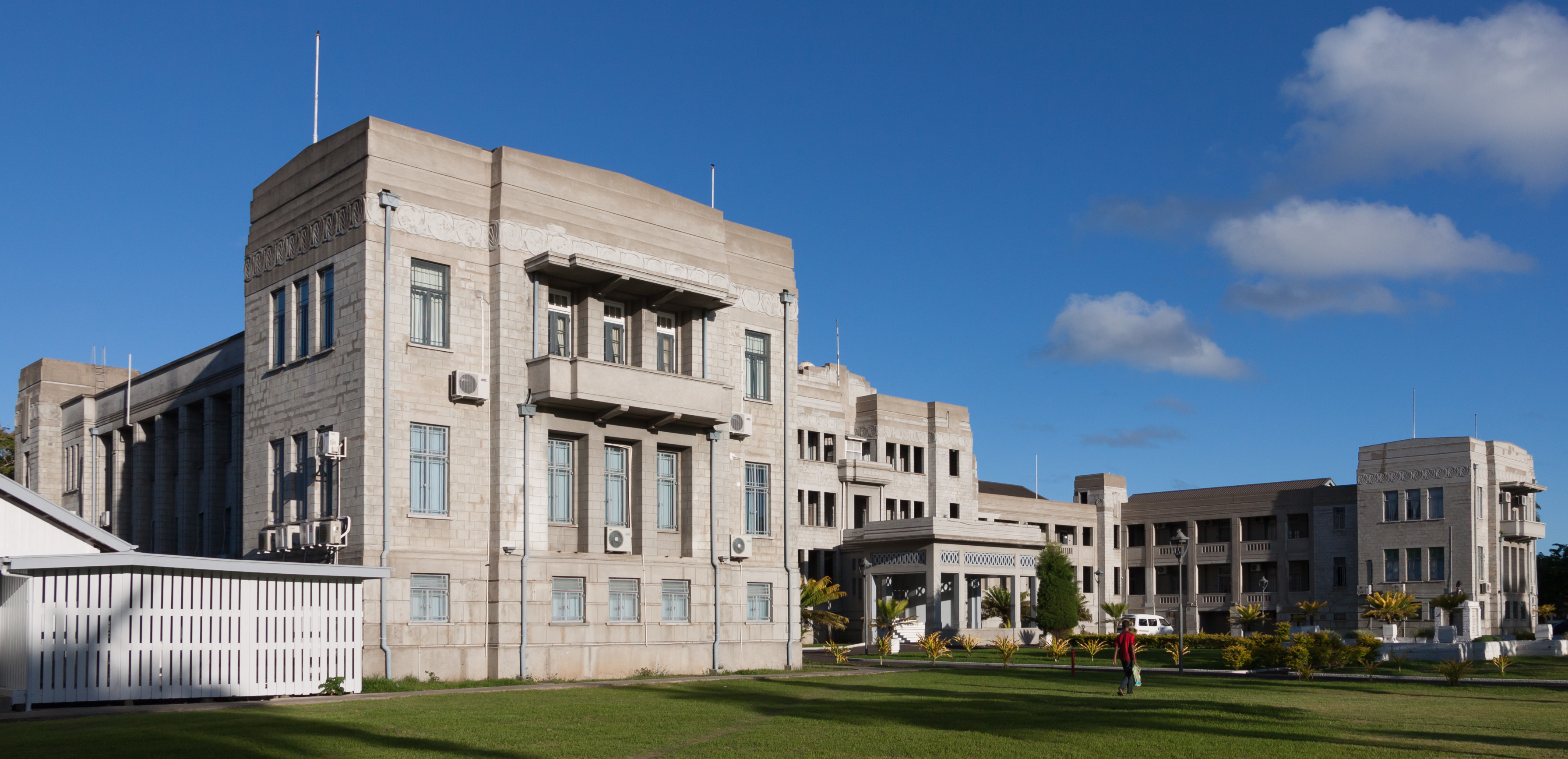
Les bâtiments gouvernementaux, siège du gouvernement, du Parlement et de la Haute Cour.

Les Fidji sont une république parlementaire et démocratique s'inspirant du modèle de Westminster. Le pays, devenu indépendant de l'Empire britannique en 1970 avec les institutions d'une démocratie parlementaire, a connu une vie politique parfois instable, avec quatre coups d'État entre 1987 et 2006, et quatre constitutions successives. Ses institutions actuelles sont définies par la Constitution adoptée en 2013.

## Constitution
La quatrième et actuelle Constitution a été imposée en 2013 par le régime militaire du commodore Frank Bainimarama. Elle rompt avec les dispositions des constitutions antérieures qui catégorisaient les citoyens selon leur appartenance ethnique et instituaient une représentation ethnique au Parlement. Estimant que ces institutions ont divisé la nation et mené à des politiques de discriminations raciales, le gouvernement Bainimarama introduit ainsi une constitution qui établit une citoyenneté fidjienne non-discriminatoire et pose les principes d'un régime parlementaire.
Dans son premier article, la Constitution dispose que les Fidji sont « un État démocratique souverain » fondé notamment sur « une citoyenneté égale et commune et l'unité nationale », le respect de la dignité humaine, la solidarité, la séparation des pouvoirs, l'indépendance de la justice, et « une relation prudente, efficace et soutenable à la nature ». La Constitution est la « loi suprême » du pays (art. 2), aucune autre loi ne pouvant être en contradiction avec elle.
La Constitution fait des Fidji un État laïc (art. 4), et contient une Déclaration des droits qui garantit les droits à la vie, à la liberté individuelle, à l'accès à la justice dans le cadre d'un État de droit, à la liberté d'expression, à la liberté de réunion, à la liberté d'association, à la liberté de conscience, à l'activité politique, et à la propriété, notamment. Elle reconnaît et garantit également le droit à l'éducation, le droit au travail et à un salaire minimum juste, le droit au logement, le droit à l'eau et à l'alimentation, le droit à la santé et le droit à un environnement sain. L'article 28 protège la propriété coutumière des terres autochtones.

## Pouvoir législatif
Le Parlement dispose du pouvoir législatif, conformément à l'article 46 de la Constitution. L'exécutif ne dispose pas de droit de veto des lois adoptées par le Parlement. Le Parlement est monocaméral, et ses cinquante-et-un membres sont élus au suffrage universel direct tous les quatre ans, au scrutin proportionnel de liste.
Le président du Parlement est élu par les députés parmi les personnes éligibles qui n'en sont pas membres. L'opposition parlementaire est formellement reconnue, avec un chef de l'opposition.

## Pouvoir exécutif
À l'instar de certaines autres républiques issues de l'empire colonial britannique, telle que l'Inde ou l'Irlande, aux Fidji le pouvoir exécutif est exercé par le Premier ministre, et non par le président de la République. Ce dernier exerce un rôle essentiellement cérémoniel.
| Fonction                   | Nom               | Parti         | Depuis           |
| -------------------------- | ----------------- | ------------- | ---------------- |
| Président de la République | Jioji Konrote     | aucun         | 12 novembre 2015 |
| Premier ministre           | Frank Bainimarama | Fidji d'abord | 11 avril 2009    |

Le président de la République est le chef de l'État et le commandant-en-chef des Forces militaires de la république des Fidji. Conformément à l'article 82 de la Constitution, le président agit uniquement sur recommandation du Cabinet ou de l'un de ses ministres. Il ne peut pas être membre d'un parti politique (art. 83). Le président est élu par le Parlement, qui doit choisir entre le candidat proposé par le Premier ministre et le candidat proposé par le chef de l'opposition (art. 84). Son mandat est de trois ans, renouvelable une fois uniquement (art. 85).
Le Premier ministre est élu par et parmi les députés (art. 93). Il nomme et dirige le Cabinet. En reconnaissance du principe de gouvernement responsable (art. 90), le Premier ministre et le Cabinet sont responsables devant le Parlement, et doivent démissionner s'ils perdent la confiance du Parlement.
Le Cabinet actuel résulte des élections législatives de novembre 2018, remportées par le parti Fidji d'abord. Le Premier ministre Frank Bainimarama nomme le Cabinet suivant, qui prête serment le 22 novembre :
| Poste | Ministre en novembre 2018 | Ministre en novembre 2018 | Ministre actuel         | Ministre actuel |
| --- | ------------------------- | ------------------------- | ----------------------- | --- |
| Premier ministre Ministre des Affaires autochtones Ministre du Sucre Ministre des Affaires étrangères                               |                           | Frank Bainimarama         | Frank Bainimarama       | Frank Bainimarama |
| Procureur général Ministre de la Justice, de l'Économie, des Entreprises publiques et du Service public Ministre des Communications |                           | Aiyaz Sayed-Khaiyum       | Aiyaz Sayed-Khaiyum     | Aiyaz Sayed-Khaiyum |
| Ministre de la Sécurité nationale et de la Défense                                                                                  |                           | Inia Seruiratu            | Inia Seruiratu          | Inia Seruiratu |
| Ministre de l'Industrie, du Commerce et du Tourisme Ministre des Autorités locales, du Logement et du Développement des communautés |                           | Premila Devi Kumar        |                         | Premila Devi Kumar (Autorités locales, Logement et Développement des communautés) Faiyaz Koya (Industrie, Commerce et Tourisme) |
| Ministre de l'Emploi, de la Productivité et des Relations sociales Ministre de la Jeunesse et des Sports                            |                           | Parveen Bala              | Parveen Bala            | Parveen Bala |
| Ministre de l'Agriculture, du Développement rural et maritime, des Voies d'eau et de l'Environnement                                |                           | Dr. Mahendra Reddy        |                         | Mahendra Reddy (Agriculture, Voies d'eau et Environnement) Inia Seruiratu (Développement rural et maritime)                     |
| Ministre des Femmes et des Enfants Ministre de la Réduction de la pauvreté                                                          |                           | Mereseini Vuniwaqa        | Mereseini Vuniwaqa      | Mereseini Vuniwaqa |
| Ministre des Terres et des Ressources minières                                                                                      |                           | Ashneel Sudhakar          |                         | Jone Usamate |
| Ministre des Forêts |                           | Osea Naiqamu              | Osea Naiqamu            | Osea Naiqamu |
| Ministre des Pêcheries |                           | Semi Koroilavesau         | Semi Koroilavesau       | Semi Koroilavesau |
| Ministre des Infrastructures et des Transports Ministre de la Gestion des désastres naturels, et des Services météorologiques       |                           | Jone Usamate              |                         | Jone Usamate (Infrastructures et Transports, Services météorologiques) Inia Seruiratu (Gestion des désastres naturels)          |
| Ministre de l'Éducation, du Patrimoine et des Arts                                                                                  |                           | Rosy Akbar                | Rosy Akbar              | Rosy Akbar |
| Ministre de la Santé et des Services médicaux                                                                                       |                           | Dr Ifereimi Waqainabete   | Dr Ifereimi Waqainabete | Dr Ifereimi Waqainabete |

## Partis politiques et élections

### Partis politiques
La vie politique du pays est historiquement marquée par le bipartisme. De 1970 (date de l'indépendance) à 1987, le parti de l'Alliance est au pouvoir tandis que le Parti de la fédération nationale constitue l'opposition parlementaire. Le premier est conservateur, multi-ethnique en principe mais attaché à conserver le pouvoir aux mains des chefs autochtones héréditaires. Le second défend les intérêts de la communauté indo-fidjienne rurale.
Le Parti travailliste, parti de centre-gauche multiethnique issu du mouvement syndical, apparaît en 1985 et devient un temps l'un des principaux partis du pays. Mais l'hostilité d'une partie de la population autochtone aux membres indo-fidjiens du mouvement a pour conséquence le renversement rapide, par des coups d'États, des deux Premiers ministres travaillistes démocratiquement élus : Timoci Bavadra en 1987 puis Mahendra Chaudhry en 2000. Les principaux partis de droite successifs dans les années 1990 et 2000 sont fortement conservateurs et prônent la suprématie des intérêts de la population autochtone. 
Sous le nouveau régime issu de la Constitution de 2013, les deux principaux partis sont :
- Fidji d'abord, qui remporte les élections législatives de 2014 et de 2018. Centriste, libéral, multi-ethnique, ce parti défend une vision à la fois unitaire et multiculturelle des Fidji, fondée sur une forte identité civique commune par-delà les différences ethniques. Il est dirigé par Frank Bainimarama et son bras droit Aiyaz Sayed-Khaiyum.
- le Sodelpa (Parti libéral social-démocrate), principal parti d'opposition. Héritier des partis de droite antérieurs, c'est un parti conservateur prônant un nationalisme autochtone et chrétien.

Le Parti de la fédération nationale conserve quelques députés, tandis que le Parti travailliste a quasiment disparu.

### Résultats des élections de 2014
| Parti                     | Parti                            | Dirigeant                          | Voix    | %     | Sièges | +/- |  |
| ------------------------- | -------------------------------- | ---------------------------------- | ------- | ----- | ------ | --- |  |
|                           | Fidji d'abord                    | Frank Bainimarama Premier ministre | 293 544 | 59,17 | 32     | Nv  |  |
|                           | Parti libéral social-démocrate   | Ro Teimumu Kepa                    | 139 809 | 28,18 | 15     | 21  |  |
|                           | Parti de la fédération nationale | Biman Prasad                       | 27 065  | 5,46  | 3      | 3   |  |
|                           | Parti démocrate populaire        | Felix Anthony                      | 15 863  | 3,20  | 0      | Nv  |  |
|                           | Parti travailliste fidjien       | Mahendra Chaudhry                  | 11 669  | 2,35  | 0      | 31  |  |
|                           |                                  |                                    |         |       |        |     |  |
| Votes valides             | Votes valides                    | Votes valides                      | 496 142 | 99,21 |        |     |  |
| Votes blancs et invalides | Votes blancs et invalides        | Votes blancs et invalides          | 3 936   | 0,79  |        |     |  |
| Total                     | Total                            | Total                              | 500 078 | 100   | 50     | 21  |  |
| Abstentions               | Abstentions                      | Abstentions                        | 91 023  | 15,40 |        |     |  |
| Inscrits / participation  | Inscrits / participation         | Inscrits / participation           | 591 101 | 84,60 |        |     |  |

### Résultats des élections de 2018
| Parti                    | Parti                            | Voix    | %     | +/-   | Sièges | +/-           |
| ------------------------ | -------------------------------- | ------- | ----- | ----- | ------ | ------------- |
|                          | Fidji d'abord                    | 227 241 | 50,02 | 9,15  | 27     | 5             |
|                          | Parti libéral social-démocrate   | 181 072 | 39,85 | 11,67 | 21     | 6             |
|                          | Parti de la fédération nationale | 33 515  | 7,38  | 1,92  | 3      | en stagnation |
|                          | Parti de l'unité des Fidji       | 6 896   | 1,52  | Nv    | 0      | Nv            |
|                          | Parti de l'espoir                | 2 811   | 0,62  | Nv    | 0      | Nv            |
|                          | Parti travailliste fidjien       | 2 800   | 0,62  | 1,73  | 0      | en stagnation |
|                          |                                  |         |       |       |        |               |
| Votes valides            | Votes valides                    | 454 335 | 99,08 |       |        |               |
| Votes invalides          | Votes invalides                  | 4 197   | 0,92  |       |        |               |
| Total                    | Total                            | 458 532 | 100   | -     | 51     | 1             |
| Abstentions              | Abstentions                      | 179 785 | 28,35 |       |        |               |
| Inscrits / participation | Inscrits / participation         | 634 120 | 71,65 |       |        |               |

## Pouvoir judiciaire
Le pouvoir judiciaire est exercé par la Cour suprême et par les cours de rang inférieur. Les cours des magistrats, qui remontent à la période coloniale, sont compétentes en première instance pour les affaires civiles et pénales ainsi que celles relevant du droit de la famille. La Haute Cour est également compétente en première instance dans ces domaines. La Cour d'Appel est la « cour d'appel intermédiaire », tandis que la Cour suprême des Fidji est la dernière instance d'appel. La Cour suprême est présidée par le Juge en chef des Fidji (en).
Le droit fidjien est fondé sur le système juridique de la common law, et sur le modèle du droit anglais. 

## Politique étrangère et relations internationales

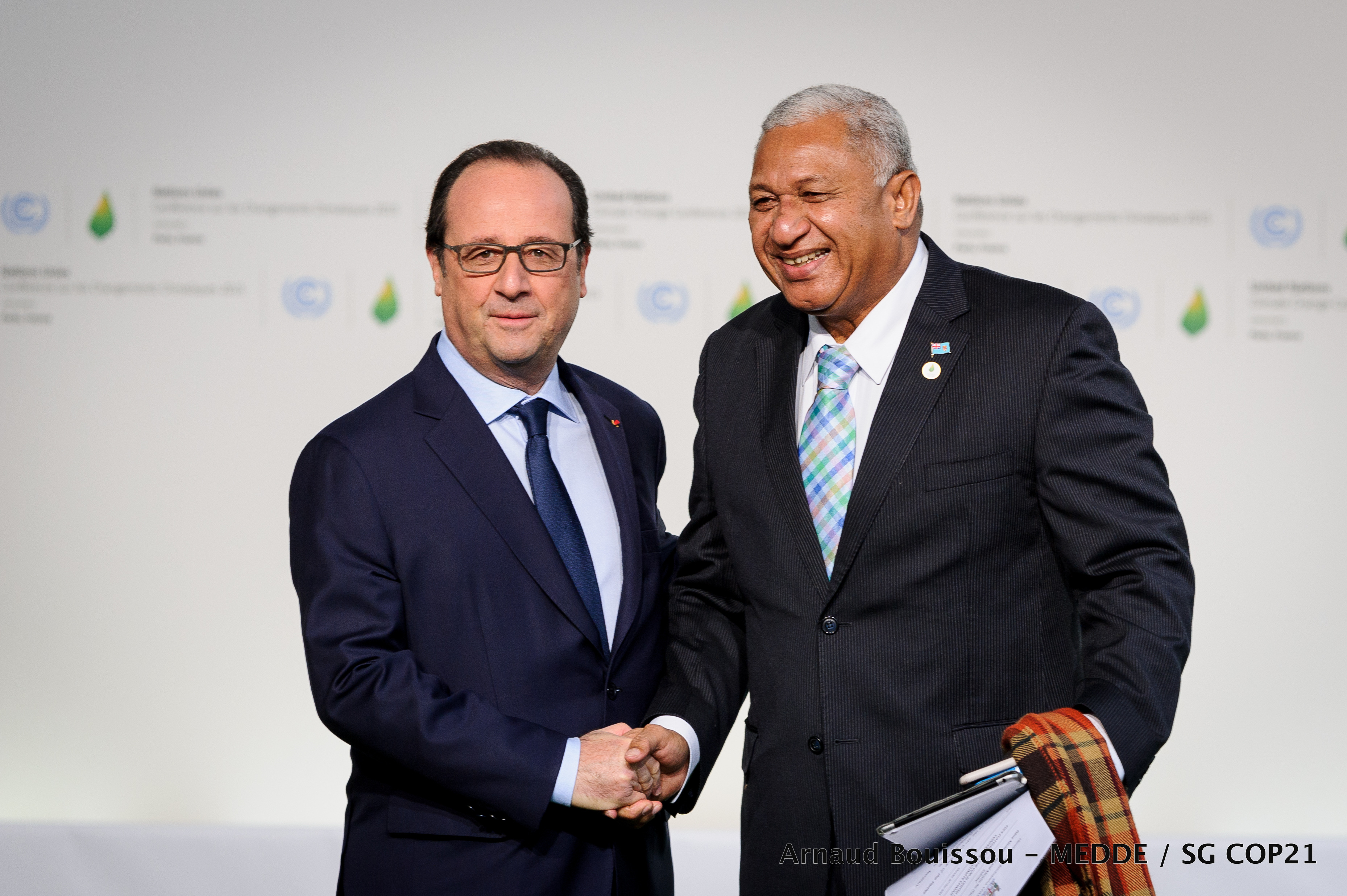
Le Premier ministre Bainimarama avec le président français François Hollande à la COP21 à Paris en 2015.

Les Fidji sont membres des principales organisations internationales régionales et mondiales, dont l'Organisation des Nations unies, le Commonwealth des Nations et le Forum des îles du Pacifique. Le pays a des ambassades réciproques avec ses quatre principaux partenaires occidentaux (Australie, Nouvelle-Zélande, États-Unis, Royaume-Uni) et avec ses six principaux partenaires asiatiques (Chine, Corée du Sud, Inde, Indonésie, Japon, Malaisie),.
Aligné sur le bloc de l'Ouest des années 1970 aux années 2000, le pays développe depuis 2009, sous le gouvernement du Premier ministre Frank Bainimarama, une politique étrangère beaucoup plus active, diversifiant et approfondissant ses relations bilatérales et multilatérales avec les pays au-delà de l'Océanie et de l'Occident et participant de manière davantage prééminente aux organisations internationales. La politique étrangère fidjienne dans les années 2010 se caractérise « par un leadership affirmé dans [sa] région, notamment au sein des petits Etats insulaires en développement, et un fort engagement dans les négociations climatiques », les Fidji étant d'ailleurs le « premier pays du monde à ratifier l’Accord de Paris en février 2016 » avant de présider la COP23.